# Lü Siou-č’
Lü Siou-č’ (čínsky pchin-jinem Lǚ Xìuzhī, znaky zjednodušené 吕秀芝; * 26. října 1993 Še-sien, An-chuej) je čínská atletka, chodkyně, která se specializuje na chůzi na 20 kilometrů. Lü se zúčastnila letních olympijských her 2012 a umístila se na 6. místě, je také stříbrnou medailistkou na mistrovství světa IAAF v Pekingu 2015 a bronzovou medailí v Rio de Janeiro 2016.
V roce 2023 získala dodatečně bronzovou medaili z LOH 2012 po diskvalifikaci Rusky Jeleny Lašmanovové.